# 森省歩
森 省歩（もり せいほ、男性、1961年（昭和36年） - ）は、日本のジャーナリスト。北海道えりも町出身。

## 経歴
1985年（昭和60年）、慶應義塾大学文学部フランス文学科卒。株式会社ぎょうせい勤務を経て、1992年（平成4年）、ジャーナリストとして独立。以後、月刊誌や週刊誌を中心に、幅広いテーマで記事を発表しているが、政界の暗部を抉るルポルタージュの分野で定評がある。
中でも、『文藝春秋』2001年（平成13年）2月号「金大中拉致事件28年目の真実／木村証言で『闇の扉』が開いた／角栄死して七年。腹心中の腹心はなぜ語ったか」、『現代』2002年（平成14年）5月号「田中角栄の元側近『36年目の衝撃証言』／『私は原発用地売却代金4億円を目白へ運んだ』」は、田中角栄元首相による秘密工作を活写したスクープとして注目を浴びた。
この2つのスクープ記事については、田中金脈問題追及で知られた立花隆も、著書『「田中真紀子」研究』（2002年（平成14年）8月、文藝春秋社刊）の中で、「この一年余の間に、これまで闇の中に隠されてきた、驚くべき金の流れが二件も明るみに出ました」「（2つの記事を読むと）あまりにも赤裸々な事実が書かれているので、びっくりしてしまいます」と感想を述べている。

## 著書
- 森省歩『ボーイズ「B」アンビシャス! : 年収300万時代の幸福学』森永卓郎監修、中央公論新社〈中公新書ラクレ〉、2004年。ISBN 4-12-150117-9。
- 森省歩『ドキュメント自殺』ベストセラーズ、2008年。ISBN 978-4-584-13060-5。
- 森省歩『鳩山由紀夫と鳩山家四代』中央公論新社〈中公新書ラクレ〉、2009年。ISBN 978-4-12-150330-5。
- 森省歩『政権漂流 : 交代劇は日本の何を変えたのか』中央公論新社〈中公新書ラクレ〉、2010年。ISBN 978-4-12-150357-2。